# 행진

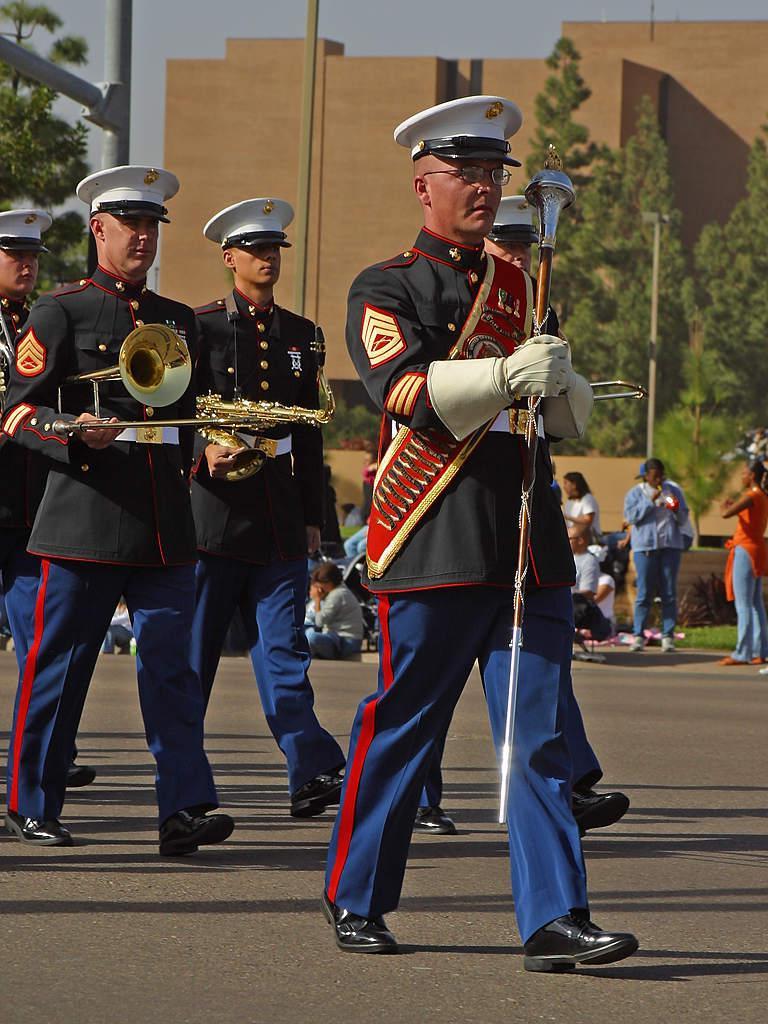
행진

행진(行進)은 축제나 행사 등으로 화려하게 무리를 지어 거리를 걷는 일을 말한다. 도보의 경우와 차량(자동차, 수레, 말, 함선 등)를 타는 경우가 있다. 종종 드럼과 음악을 동반하기도 하며, 또한 특정 제복을 착용하기도 한다. 어떤 경우에는 동성애 등에 의한 게이 퍼레이드 등 어떠한 주장을 하는 행진이 될 수 있다. 놀이 공원 등에서 일종의 쇼 어트랙션으로 행해지기도 한다.

## 꽃수레
퍼레이드 차량은 최초의 수레가 해안에서 퍼레이드 행진자들이 잡은 밧줄로 운하를 따라 견인되는 장식된 바지선이었기 때문에 붙여진 이름이다. 이 수레는 때때로 숨겨진 노잡이에 의해 내부에서 추진되었지만 가볍고 불안정한 프레임이 전복될 때 익사 가능성이 높기 때문에 연습이 중단되었다. 놀랍게도, 말로 견인되는 지상 수레의 첫 번째 사용 중 하나는 최근 익사한 퍼레이드 노병을 추모하는 의식이었다. 오늘날 퍼레이드 수레는 전통적으로 자동차로 끌거나 스스로 동력을 얻는다.

## 항공기 및 보트
기술의 출현으로 항공기와 보트의 퍼레이드가 가능해졌다. 플라이패스트(flypast)는 에어쇼의 상업적 맥락과 국경일이나 중요한 기념일과 같은 중요한 날짜를 표시하기 위해 1대에서 수십 대의 항공기가 펼치는 공중 퍼레이드이다. 이는 특히 영국에서 흔히 볼 수 있으며, 영국에서는 종종 왕실 행사와 관련이 있다. 마찬가지로, 선박의 경우, 예를 들어 큰 선박(트라팔가르 200에서 볼 수 있듯이) 또는 제2차 세계 대전 60주년 기념 행사와 같은 기타 항해 선박의 항해가 있을 수 있다.

## 행진의 유형
- 사육제
- 서커스
- 핼러윈 퍼레이드
- 열병식
- 올림픽 의식
- 퀴어 퍼레이드

## 행진으로 관찰되는 것
- 앤잭 데이
- 캐나다의 날
- 사육제
- 춘절
- 크리스마스
- 부활절
- 독립기념일
- 국제 소방관의 날
- 노동절 (미국)
- 마르디 그라
- 메모리얼 데이
- 해군 기념일
- 새해 첫날
- 올림픽
- 개척자의 날
- 공화국의 날
- 서우인
- 지점
- 성 파트리치오 축일
- 추수감사절 (미국)
- 승리의 날